# سریساکت سور رونگویسای
سریساکت سور رونگویسای (تایلندی: วิศักดิ์ศิลป์ วังเอก؛ زادهٔ ۸ دسامبر ۱۹۸۶) بوکسور اهل تایلند است.